# ريال سعيدي
ريال سعيدي، هو الوحدة النقدية لسلطنة مسقط وعمان حتى عام 1970 ولسلطنة عمان من عام 1970 إلى عام 1974.
في القرن التاسع عشر، هيمنت الروبية الهندية وماريا تيريزا ثالر على تداول النقود في مسقط. وفي عهد السلطان فيصل، بين عامي 1893 و1897، صدرت عملات نحاسية من فئة نصف وربع آنة.
بدأ تداول العملات المعدنية بالبيسات في عام 1940 وفي عام 1948 بالريال. وسُكّت ريالات وعملات من فئة 3 و10 و20 بيسة في نوعين هما الريال السعيدي والريال الظفاري (محافظة ظفار).
في عام 1959، أعلن المصرف الاحتياطي لحكومة الهند، بالتشاور مع حكومات دول الخليج ومصرف إنجلترا، عن إصدار أوراق روبية خاصة لدول الخليج العربي، والتي لم تكن عملة قانونية في الهند. وبدأ إصدار أوراق الروبية الخليجية في 11 مايو 1959. استمر استخدام الريال والثالر في التداول.
نظرًا لانخفاض قيمة الروبية الهندية في يونيو 1966، وما تلاه من انخفاض قيمة روبية الخليج العربي بنسبة 36.5%، تخلت مسقط عن استعمالها، وتركت عملة ماريا تيريزا ثالر وعملات السلطنة المتداولة.
في 7 مايو 1970،اعلن رسمياً عن الريال السعيدي كوحدة نقدية، وربطت قيمة الريال بالجنيه الإسترليني. وفي 29 يونيو 1972، الغي ربط الريال بالجنيه الإسترليني.
في مارس 1974، طرح الريال العُماني ليحل محل الريال السعيدي.

## عملات معدنية
سكت عملات معدنية وكالتالي:
- عملة برونزية: بفئة 2، 3، 3، 5، 10 بيسات
- عملات بسبيكة نحاس-نيكل: بفئة 2، 5، 5، 10، 20، 25، 50، 100 بيسات، ونصف ريال سعيدي ونصف ريال ظفاري
- عملات الذهب: بفئات 10، 20، 25، 25، 50، 100 بيسة ونصف وواحد و15 ريال سعيدي ونصف ريال ظفاري

ولقد سكت العملات الذهبية لأغراض العرض ولم تطرح للتداول في السوق.

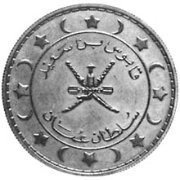
ريال سعيدي واحد
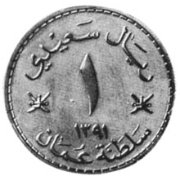
ريال سعيدي واحد
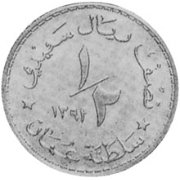
نصف ريال سعيدي
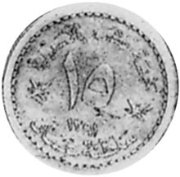
خمسة عشر ريال سعيدي

## المؤلفات
- Бутаков Д.Д., Золотаренко Е.Д., Рыбалко Г.П. Валюты стран мира: Справочник / Под ред. С. М. Борисова, Г. П. Рыбалко, О. В. Можайскова. — 5-е изд., перераб. и доп. — М.: Финансы и статистика, 1987. — 383 с.
- Cuhaj G., Michael T., Miller H. Standard Catalog of World Coins 1801-1900. — 6-е изд. — Iola: Krause Publications, 2009. — 1296 с. — ISBN 978-0-89689-940-7.
- Cuhaj G., Michael T., Miller H. Standard Catalog of World Coins 1901-2000. — 39-е изд. — Iola: Krause Publications, 2011. — 2345 с. — ISBN 978-1-4402-1172-8.

## وصلات خارجية
- البنك المركزي العماني